# 策门多夫-施特特拉
策门多夫-施特特拉是奥地利布尔根兰州马特斯堡县的一个市镇。总面积12.83平方公里，总人口1272人，人口密度99.1人/平方公里（2001年）。